# Suffer the Shitmass
Suffer the Shitmass är en singel av Torture Division, släppt i samband med julafton, 24 december 2008. Liksom all musik av Torture Division släpptes den gratis och finns tillgänglig för nedladdning på deras hemsida. Den består av två låtar: "The Torture Never Stops", som är en cover av bandet W.A.S.P., samt "The Purifier". Torture Divisions version av "The Torture Never Stops" inleds likadant som Slayers låt "Raining Blood".

## Låtlista
1. The Torture Never Stops (W.A.S.P.-cover) – 2:33
2. The Purifier – 3:57

## Medverkande
- Lord K. Philipson (gitarr)
- Jörgen Sandström (sång)
- Tobias Gustafsson (trummor)